# Mikrusek karłowaty
Mikrusek karłowaty (Microcebus myoxinus) – gatunek ssaka naczelnego z rodziny lemurkowatych (Cheirogaleidae). Należy do mniejszych przedstawicieli swego rodzaju. Na głowie ma charakterystyczną białą plamę między oczami i ciemniejsze znaczenia za nimi. Grzbiet jest cynamonowy, brzuch żółtobrązowy do bladoszarego. Ciało kończy długi ogon. Opisany przez Petersa w XIX wieku, gatunek synonimizowano z mikruskiem myszatym, a później wskrzeszono na podstawie badań innych osobników. Tryb życia został słabo poznany. Żyje na zachodzie Madagaskaru w suchych lasach, spotykano go też w mangrowcach. Aktywny nocą. Narażony na wyginięcie.

## Budowa

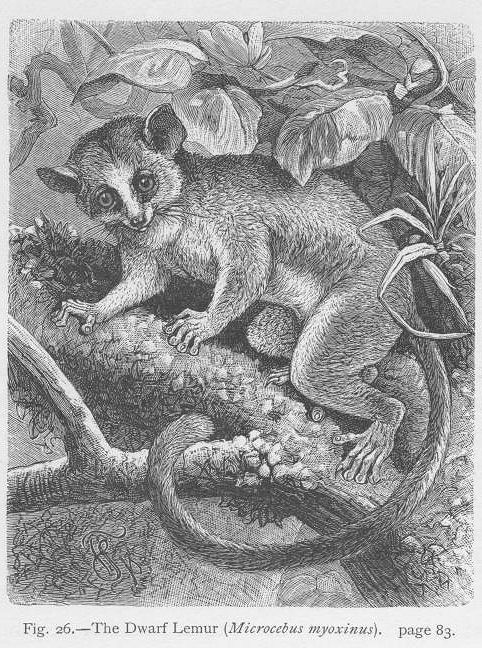
Na rycinie Friedricha Spechta z 1888

Mikrusek karłowaty należy do najmniejszych mikrusków. Schwitzer et al. podają następujące wymiary zwierzęcia: głowa i tułów mierzą od 12 do 13 cm; ogon jest dłuższy, osiągając 14–15 cm; masa ciała wynosi 42 g bądź 49,0 ± 6,32 g. Jest większy od najmniejszego z naczelnych mikruska malutkiego (odpowiednio 9–9,5 cm, 13–14 cm, 31 g), ale znacznie ustępuje choćby ważącemu 60 g mikruskowi myszatemu.
Pomiędzy oczami widnieje charakterystyczna dla mikrusków biała plama, a także jasna cynamonowa plama przechodząca za oczodołami w ciemniejszą, czerwonawą barwę, by osiągnąć jasny brąz na ciemieniu i względnie krótkich uszach. Zwracają uwagę ciemne brwi. Ciało zwierzęcia pokrywa krótkie futro, grzbietowo barwy rudobrązowej z pomarańczowym odcieniem i blade żółtobrązowe do bladej szarości brzusznie. Pośrodkowa ciemniejsza pręga na grzbiecie jest wyraźna.  Ciało wieńczy względnie długi ogon pokryty gęstym futrem, dystalnie ciemniejszym. Owłosione części rąk i stóp są białawoszare do białawobeżowych.

## Systematyka
W.K. Peters odbył wyprawę na Madagaskar, z której przywiózł między innymi 3 okazy mikrusków z zachodu wyspy. W 1852 nadał im nazwę Microcebus myoxinus, umieszczając je w rodzaju, który wprowadził E. Geoffroy Saint-Hilaire w 1828. Jednak bardziej współcześni autorzy podważyli zdanie Petersa. W 1931 Schwarz zsynonimizował M. petersi z mikruskiem myszatym, popularnym gatunkiem mikruska także z zachodniego Madagaskaru. Kolejne badania wykazały jednak, że i on nie miał racji. Schmid i Kappeler w 1994 donieśli o dwóch gatunkach mikruska zasiedlających las Kirindy, prócz uprzednio rozpoznanego żył tam jeszcze mniejszy i bardziej rudy lemurkowaty. Wskrzesili więc dlań nazwę ukutą przez Petersa. Z drugiej strony wykazano jednak, że okazy pierwotnie odłowione przez dziewiętnastowiecznego badacza i ochrzczone przezeń M. myoxinus prawdopodobnie nie należały do gatunku obecnie znanego pod tą nazwą, ale raczej do mikruska malutkiego, jeszcze mniejszego krytycznie zagrożonego wyginięciem gatunku z Kirindy. Nazwa polska zgodnie z Polskim nazewnictwem ssaków świata PAN to mikrusek karłowaty.
Podgatunków nie wyróżnia się.

## Tryb życia
Zwierzę wiedzie nadrzewny tryb życia. Aktywne jest nocą.
Nie ma wielu informacji dotyczących rozrodu mikruska karłowatego. Okres rozrodu występuje od września do października, kiedy to samcom rosną jądra. Mikrusek karłowaty należy do mikrusków najpóźniej rozpoczynających sezon rozrodczy, wraz z mikruskami malutkim, kasztanowatym i rdzawym. Prócz samczych jąder widać to także w czasie, kiedy napotkać można samicę w rui. Niegdyś we wrześniu odłowiono aż 30 samic mikruska karłowatego i żadna z nich nie była w rui. Kiedyś zaś odłowiono sześć samic w październiku, jedna z nich była w rui. Zauważono, że późniejsze przystępowanie do rozrodu łączy mikruski o mniejszych rozmiarach, jak mikrusek karłowaty, mikrusek malutki, mikrusek miedziany i mikrusek kasztanowaty. Może zatem stanowić adaptację do niewielkich rozmiarów ciała i ograniczonej ilości energii możliwej do poświęcenia reprodukcji, aczkolwiek może też stanowić efekt wspólnego pochodzenia. Długość pokolenia szacuje się na 5 lat.

## Rozmieszczenie geograficzne
Jak wszystkie gatunki lemurkowatych, mikrusek karłowaty jest endemitem Madagaskaru. Wedle Schwitzera et al. (2013) Zamieszkuje przybrzeżne rejony środkowego zachodu wyspy od północnego brzegu rzeki Tsiribihina do Baie de Baly. IUCN (wielu autorów pod redakcją także Schwitzera) wymienia jeszcze Parki Narodowe Tsingy de Bemaraha i Tsingy de Namoroka zgodnie z publikacją Mittermeiera et al. z 2008. Być może gatunek występuje także w mangrowcach Besalampy. Zasięg występowania gatunku nie jest jednak ciągły, a silnie rozczłonkowany. Sięga wysokości 900 m nad poziomem morza. Ogranicza on zasięg mikruska złotobrązowego.

## Siedlisko

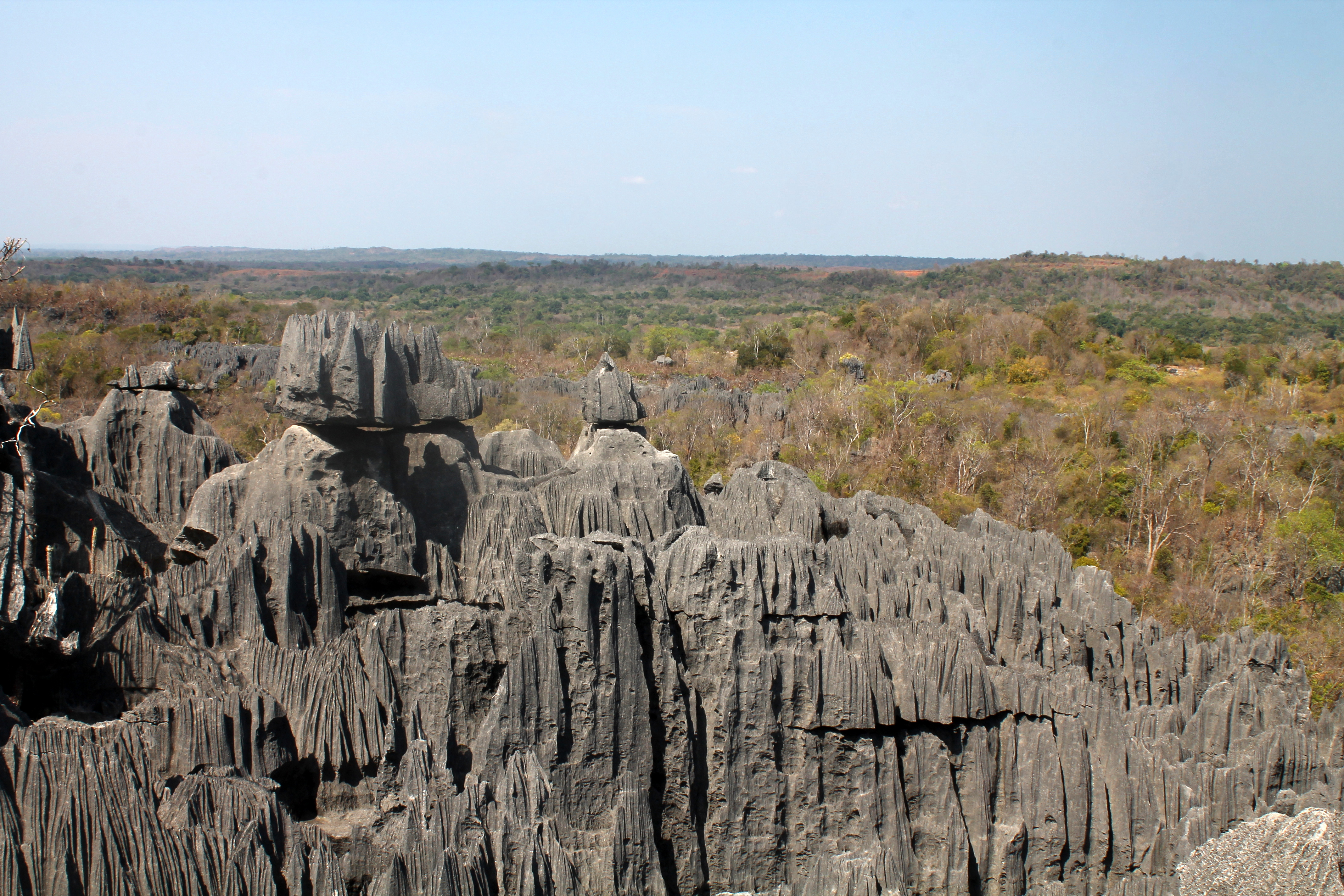
Mikrusek karłowaty żyje m.in. w Parku Narodowym Tsingy de Bemaraha

Mikrusek karłowaty zasiedla tropikalne suche lasy nizinne, sięgając granicy lasów zdewastowanych działalnością człowieka, sawann oraz mangrowców. Dwukrotnie znaleziono go w mangrowcach z dala od jego typowego siedliska. W części swego zasięgu współwystępuje z mikruskiem myszatym (Tsigny de Namoroka, Baie de Baly), natomiast w Tsigny de Baramaha z innym gatunkiem mikruska, którego nie udało się jeszcze zidentyfikować, nie można też wykluczyć, że współwystępuje z większą liczbą mikrusków.
Pożywienie tego gatunku nie zostało ściśle określone. Prawdopodobnie nie odbiega zbytnio od innych przedstawicieli swego rodzaju, konsumuje głównie owoce i owady.

## Zagrożenia i ochrona
Całkowita liczebność populacji nie jest znana, ale obniża się. Wiadomo na pewno, że gatunek nie jest tak pospolity jak mikrusek myszaty.
IUCN po raz pierwszy oceniło gatunek w 1996 jako wrażliwy, w 2000 zwiększyło kategorię do zagrożonego, by w 2008 uznać, że nie ma wystarczających danych do dalszej wiarygodnej oceny zwierzęcia. W 2014 gatunkowi ponownie przyznano status wrażliwego, uzasadniając to spadkiem liczebności o ponad 30% w trakcie ostatnich trzech pokoleń (liczonych po 5 lat), a także zagrożeń w postaci niszczenia jego środowiska zwłaszcza przez rozwój rolnictwa. Nie hoduje się go w niewoli. IUCN/SSN Lemur Red-Listing Workshop też uznawał go za wrażliwy. Obejmuje go załącznik I CITES.